# ناحیه گایبنده
ناحیهٔ گایبَنده (به لاتین: Gaibandha District) یک ناحیه در بنگلادش است که در استان رنگ‌پور واقع شده‌است.

## خصوصیات
ناحیه گایبنده ۲٬۱۱۴٫۷۷ کیلومترمربع مساحت و ۲٬۳۷۹٬۲۵۵ نفر جمعیت دارد.